# 1540
Il 1540 (MDXL in numeri romani) è un anno bisestile del XVI secolo.

## Eventi
- 6 gennaio – Enrico VIII d'Inghilterra sposa Anna di Clèves, sua 4ª moglie.
- 6 giugno – Leone Orsini fonda a Padova l’Accademia degli Infiammati.
- 9 luglio – Enrico VIII d'Inghilterra divorzia da Anna di Clèves.
- 28 luglio
  - Enrico VIII d'Inghilterra sposa Caterina Howard, sua 5ª moglie.
  - Enrico VIII d'Inghilterra ordina la decapitazione del gran cancelliere Thomas Cromwell, artefice della riforma anglicana.
- 3 settembre – Gelawdewos succede a suo padre Dawit II come Imperatore dell'Etiopia.
- 27 settembre – La Società di Gesù (Gesuiti) è approvata da Paolo III nella bolla Regimini Militantis Ecclesiae.

### America
- 7 luglio – Una colonna di soldati spagnoli, al comando di Francisco Vásquez de Coronado, attacca il villaggio indiano di Hawikuh (New Mexico occidentale) mentre sono alla ricerca di una leggendaria città dell'oro. Una squadra viene poi inviata verso est, nel Texas Panhandle.
- 25 agosto – Hernando de Alarcón salpa da Acapulco (Messico) per risalire il golfo di California e imboccare la foce del fiume Colorado e raggiungere la congiunzione con il fiume Gila.

## Senza Data
- Iniziano i lavori per la ricostruzione del Palazzo del Louvre
- Lo Stato della Chiesa tenta una colonizzazione militare del regno etiopico di Ambara-Galla-Harar
- Francesco Guicciardini completa la stesura della sua monumentale Storia d'Italia
- Francesco Menzocchi, Camillo Mantovano e Francesco Salviati affrescano la Sala di Psiche al Palazzo Grimani di Santa Maria Formosa a Venezia
- Cosimo I de' Medici si stabilisce a Palazzo Vecchio; insediandosi nel palazzo simbolo della Repubblica di Firenze chiude definitivamente il capitolo repubblicano della città di Firenze.
- Una grave siccità colpisce l'intera Europa
- Introduzione del pomodoro in Europa, portato da Hernán Cortés.
- Si conclude il processo storico denominato dissoluzione dei monasteri in Inghilterra (1536-1540) col quale Enrico VIII confisca le proprietà della Chiesa cattolica inglese, nella sua nuova funzione di capo della Chiesa anglicana.
- Rheticus, allievo di Copernico, pubblica a Danzica presso lo stampatore Franz Rhode la Narratio Prima (De libris revolutionum Copernici narratio prima), introduzione alla teoria copernicana.

## Nati

### Gennaio
- 12 gennaio - Honjō Shigenaga, militare giapponese († 1614)
- 18 gennaio - Caterina di Guimarães, principessa portoghese († 1614)
- 24 gennaio - Edmund Campion, presbitero e gesuita inglese († 1581)
- 28 gennaio - Ludolph van Ceulen, matematico e schermidore tedesco († 1610)
- 28 gennaio - Nicolò Donà, doge († 1618)

### Febbraio
- 23 febbraio - Edvige di Brandeburgo, nobile tedesco († 1602)
- 25 febbraio - Henry Howard, I conte di Northampton, nobile britannico († 1614)

### Marzo
- 19 marzo - Annibale Guasco, poeta italiano († 1619)

### Aprile
- 3 aprile - Maria di Cosimo I de' Medici, nobile italiana († 1557)
- 8 aprile - Toyotomi Hidenaga, militare giapponese († 1591)

### Maggio
- 3 maggio - Pirro II Gonzaga, condottiero italiano († 1592)
- 13 maggio - Pietro Giacomo Borbone, arcivescovo cattolico italiano († 1575)
- 14 maggio - Paolo Paruta, storico, politico e diplomatico italiano († 1598)
- 14 maggio - Bartolomeo Sculteto, giudice, matematico e astronomo tedesco († 1614)
- 16 maggio - Pasquale Baylón, religioso e mistico spagnolo († 1592)
- 20 maggio - Gasparo da Salò, liutaio e contrabbassista italiano († 1609)
- 22 maggio - Giacomo Stuart, principe scozzese († 1541)

### Giugno
- 3 giugno - Carlo II d'Austria, nobile († 1590)
- 9 giugno - Shima Sakon, militare giapponese († 1600)
- 11 giugno - Barnabe Googe, poeta inglese († 1594)
- 29 giugno - Ana de Mendoza, nobile spagnola († 1592)
- 30 giugno - Elisabetta di Wittelsbach-Simmern († 1594)

### Luglio
- 7 luglio - Giovanni II d'Ungheria, nobile ungherese († 1571)
- 13 luglio - Francis Drake, corsaro, navigatore e politico inglese († 1596)
- 16 luglio - Alfonso Carafa, cardinale e arcivescovo cattolico italiano († 1565)
- 31 luglio - Francesco II di Nevers, nobile e militare francese († 1562)

### Agosto
- 5 agosto - Giuseppe Giusto Scaligero, storico, scrittore e umanista francese († 1609)
- 25 agosto - Catherine Grey, nobile britannica († 1568)
- 26 agosto - Magnus di Livonia, principe danese († 1583)
- 29 agosto - Elisabetta di Brandeburgo-Küstrin, principessa tedesca († 1578)

### Settembre
- 9 settembre - Giovanni VII di Oldenburg, nobile tedesco († 1603)
- 26 settembre - Filippo Sassetti, mercante, linguista e viaggiatore italiano († 1588)
- 27 settembre - Ostilio Ricci, matematico italiano († 1603)

### Ottobre
- 20 ottobre - Alfonso Gesualdo, cardinale e arcivescovo cattolico italiano († 1603)

### Novembre
- 14 novembre - Girolamo Bernerio, cardinale italiano († 1611)
- 16 novembre - Cecilia Vasa, nobile († 1627)
- 29 novembre - Ippolito Pico della Mirandola, nobile e militare italiano († 1569)

### Dicembre
- 8 dicembre - Gian Vincenzo Gonzaga, cardinale italiano († 1591)
- 13 dicembre - François Viète, matematico e politico francese († 1603)
- 31 dicembre - Silvio Antoniano, cardinale, pedagogista e saggista italiano († 1603)

### Senza giorno specificato
- Andrea di Mariotto del Minga, pittore italiano († 1596)
- Françoise Babou de La Bourdaisière, nobildonna francese († 1592)
- Pedro de Zubiaur, militare e ammiraglio spagnolo († 1605)
- Sedefkar Mehmed Agha, architetto ottomano († 1617)
- Serafino da Montegranaro, francescano italiano († 1604)
- Robert Adams, architetto e incisore inglese († 1595)
- Ralph Agas, cartografo e disegnatore inglese († 1621)
- Akechi Mitsutada, militare giapponese († 1582)
- Tommaso Aldobrandini, umanista italiano († 1572)
- Amago Yoshihisa, militare giapponese († 1610)
- Francisco Andrada de Paiva, scrittore portoghese († 1614)
- Giovanni Maria Artusi, compositore e teorico musicale italiano († 1613)
- Margaret Audley, duchessa di Norfolk, nobildonna inglese († 1564)
- Giovanni Maria Baldassini, pittore italiano († 1601)
- Giulio Cesare Barbetta, liutista e compositore italiano († 1603)
- Scipione Bargagli, letterato italiano († 1612)
- Teodoro Belleo, medico italiano († 1600)
- Lorenzo Bolano, filosofo, medico e archeologo italiano
- Diomede Borghesi, letterato italiano († 1598)
- Pierre de Bourdeille, storico e biografo francese († 1614)
- Pierre Busée, teologo olandese († 1587)
- Patrizio Cajesi, pittore italiano († 1612)
- Annibale Cappello, presbitero italiano († 1587)
- Luigi Carboni, pittore italiano († 1600)
- Mario Cartaro, incisore italiano († 1620)
- Frans van de Casteele, pittore e miniaturista fiammingo († 1621)
- Girolamo Cattaneo, architetto e ingegnere italiano († 1584)
- Margaret Clifford, contessa britannica († 1596)
- Gilles de Courtanvaux de Souvré, militare francese († 1626)
- Jan Woutersz van Cuyck, pittore olandese († 1572)
- Agostino Doria, doge († 1607)
- Giovanni Dragoni, compositore italiano († 1598)
- Thomas Egerton, avvocato britannico († 1617)
- Bernardino Facciotto, architetto italiano († 1598)
- Annibale Fontana, scultore, orafo e incisore italiano († 1587)
- Giovanni Fontana, architetto e ingegnere svizzero († 1614)
- Hieronymus Francken I, pittore e disegnatore fiammingo († 1610)
- Federico Gonzaga, cardinale e vescovo cattolico italiano († 1565)
- Pierre Grégoire, giurista, filosofo e enciclopedista francese († 1597)
- Enrique de Guzmán, politico e nobile spagnolo († 1607)
- George Hastings, IV conte di Huntingdon, nobile e politico inglese († 1604)
- Hans Ruprecht Hoffmann, scultore tedesco († 1616)
- Davide Imperiale, ammiraglio italiano († 1612)
- Agnes Keith, nobile scozzese († 1588)
- Kiso Yoshimasa, militare giapponese († 1595)
- Bartholomäus Krüger, poeta tedesco († 1597)
- Antonio Lo Frasso, scrittore e militare spagnolo († 1600)
- Agostino II Lodron, nobile italiano († 1570)
- Ippolito Malaspina, nobile italiano († 1625)
- Georgette de Montenay, scrittrice francese († 1581)
- Alberto Naselli, attore teatrale e commediografo italiano († 1584)
- Sforza degli Oddi, drammaturgo e giurista italiano († 1611)
- Léonor d'Orléans-Longueville, nobile francese († 1573)
- Bernardino Passeri, incisore, pittore e disegnatore italiano († 1588)
- Nunzio Pelliccia, avvocato e giurista italiano († 1608)
- Luís Pereira Brandão, poeta portoghese († 1590)
- Giovan Battista Pignatelli, cavaliere italiano († 1600)
- Agostinho Pimenta, poeta portoghese († 1619)
- Giovan Leonardo Primavera, poeta e compositore italiano († 1585)
- Antonio Pérez, politico spagnolo († 1611)
- Michal Rahoza, arcivescovo cattolico bielorusso († 1599)
- Giovanni Battista Sacchetti, banchiere e mercante italiano († 1620)
- Bernardino II di Savoia-Racconigi, marchese († 1605)
- Lucio Scarano, filosofo, letterato e latinista italiano
- Francesco Serdonati, grammatico e umanista italiano
- Jean de Serres, teologo e storico francese († 1598)
- Margaret Seymour, nobile e scrittrice inglese
- Shiba Yoshikane, militare giapponese († 1600)
- Nicolò Stizzìa, vescovo cattolico, teologo e giurista italiano († 1595)
- Alessandro Striggio, compositore italiano († 1592)
- Federico Sustris, architetto e pittore italiano († 1599)
- Torii Suneemon, militare giapponese († 1575)
- Guarnero Trotti, vescovo cattolico italiano († 1584)
- Stefano Tuccio, gesuita, teologo e drammaturgo italiano († 1597)
- Lorenzo Vaiani, pittore italiano († 1598)
- Brunoro II Zampeschi, condottiero italiano († 1578)
- Louis de Béranger du Guast,  francese († 1575)
- Antonio de Espejo, imprenditore e esploratore spagnolo († 1585)
- Jean de La Taille, poeta e drammaturgo francese († 1607)
- Juan Martínez de Recalde, ammiraglio spagnolo († 1588)
- Bakshi Banu Begum, principessa indiana († 1596)
- Fernão Álvares do Oriente, poeta portoghese († 1595)

## Morti

### Gennaio
- 17 gennaio - Hernando de Alarcón, militare spagnolo (n. 1466)
- 27 gennaio - Angela Merici, mistica italiana (n. 1474)

### Marzo
- 10 marzo - Eleonora Bentivoglio, nobildonna italiana (n. 1470)
- 21 marzo - John de Vere, XV conte di Oxford, militare britannico (n. 1482)
- 30 marzo - Matthäus Lang von Wellenburg, cardinale e arcivescovo cattolico tedesco (n. 1468)

### Aprile
- 3 aprile - Garcia de Noronha, esploratore e militare portoghese (n. 1479)
- 21 aprile - Alfonso d'Aviz, cardinale e arcivescovo cattolico portoghese (n. 1509)
- 21 aprile - Renato di Cossé, nobile francese (n. 1460)

### Maggio
- 6 maggio - Juan Luis Vives, filosofo e umanista spagnolo (n. 1492)
- 19 maggio - Johann Schwebel, teologo tedesco (n. 1490)
- 22 maggio - Francesco Guicciardini, scrittore, storico e politico italiano (n. 1483)

### Giugno
- 11 giugno - Georg von Speyer, esploratore tedesco (n. 1500)
- 24 giugno - Annibale II Bentivoglio, condottiero italiano (n. 1469)
- 27 giugno - Antonio de Montesinos, missionario e religioso spagnolo (n. 1475)
- 28 giugno - Federico II Gonzaga, nobile e collezionista d'arte italiano (n. 1500)

### Luglio
- 1º luglio - Ludovico Gonzaga, condottiero italiano (n. 1480)
- 22 luglio - Giovanni I d'Ungheria, re ungherese (n. 1487)
- 28 luglio - Thomas Cromwell, I conte di Essex, politico inglese
- 30 luglio - Thomas Abell, teologo inglese
- 30 luglio - Robert Barnes, religioso e teologo britannico (n. 1495)
- 30 luglio - Eric I di Brunswick-Lüneburg, nobile tedesco (n. 1470)

### Agosto
- 10 agosto - Ginevra Rangoni, nobile e poetessa italiana (n. 1487)
- 22 agosto - Guillaume Budé, umanista francese (n. 1468)
- 23 agosto - Charles de Hémard de Denonville, cardinale e vescovo cattolico francese (n. 1493)
- 24 agosto - Parmigianino, pittore italiano (n. 1503)
- 28 agosto - Ugo Rangoni, vescovo cattolico italiano

### Settembre
- 2 settembre - Lebna Denghèl, re etiope (n. 1496)
- 16 settembre - Enrique de Borja y Aragón, cardinale spagnolo (n. 1518)
- 20 settembre - Edoardo del Portogallo, IV duca di Guimarães, principe portoghese (n. 1515)
- 24 settembre - Enno II della Frisia orientale, conte (n. 1505)

### Ottobre
- 7 ottobre - Pedro Fernández Manrique, cardinale e vescovo cattolico spagnolo
- 7 ottobre - Cristoforo Giacobazzi, cardinale e vescovo cattolico italiano (n. 1499)

### Novembre
- 5 novembre - Francisco de los Ángeles Quiñones, religioso, vescovo cattolico e cardinale spagnolo (n. 1475)
- 14 novembre - Rosso Fiorentino, pittore italiano (n. 1494)

### Dicembre
- 18 dicembre - Cesare Riario, arcivescovo cattolico italiano (n. 1480)

### Senza giorno specificato
- Frei Carlos, pittore e religioso portoghese
- Muzaffar Shah di Pahang, sovrano malese
- Jehan d'Abondance, poeta e drammaturgo francese
- Andrea Antico da Montona, editore musicale e compositore italiano
- Barthel Beham, pittore e incisore tedesco (n. 1502)
- Joos van Cleve, pittore fiammingo (n. 1485)
- Pietro Colonna, monaco cristiano, teologo e orientalista italiano (n. 1460)
- Gregor Erhart, scultore tedesco (n. 1470)
- Francesco Eroli, vescovo cattolico italiano
- Ferrante d'Este, nobile e condottiero italiano (n. 1477)
- Giacomo Fantoni, scultore italiano (n. 1504)
- Johann Georg Faust, alchimista e astrologo tedesco (n. 1480)
- Damiàn Forment, scultore spagnolo (n. 1480)
- Calbus Fribergius, medico e mineralogista tedesco (n. 1470)
- Antonia Gonzaga, nobildonna italiana (n. 1493)
- Battista Lomellini, doge (n. 1460)
- Bernardino Loschi, pittore italiano (n. 1460)
- Giovanni Nevizzano, giurista italiano
- Leon Pancaldo, navigatore italiano (n. 1482)
- Jean de l'Espine Pont-Alais, attore teatrale e commediografo francese
- Giulio Raibolini, pittore italiano (n. 1487)
- Hans Leonhard Schäufelein, pittore tedesco (n. 1480)
- Leonardo Tornabuoni, vescovo cattolico italiano (n. 1494)
- Francesco Zorzi, religioso, teologo e filosofo italiano (n. 1466)
- Francisco de Ulloa, esploratore spagnolo

## Calendario
| Calendario 1540 | Calendario 1540 | Calendario 1540 | Calendario 1540 | Calendario 1540 | Calendario 1540 | Calendario 1540 | Calendario 1540 | Calendario 1540 | Calendario 1540 | Calendario 1540 | Calendario 1540 | Calendario 1540 | Calendario 1540 | Calendario 1540 | Calendario 1540 | Calendario 1540 | Calendario 1540 | Calendario 1540 | Calendario 1540 | Calendario 1540 | Calendario 1540 | Calendario 1540 | Calendario 1540 | Calendario 1540 | Calendario 1540 | Calendario 1540 | Calendario 1540 | Calendario 1540 | Calendario 1540 | Calendario 1540 | Calendario 1540 | Calendario 1540 |
| --------------- | --------------- | --------------- | --------------- | --------------- | --------------- | --------------- | --------------- | --------------- | --------------- | --------------- | --------------- | --------------- | --------------- | --------------- | --------------- | --------------- | --------------- | --------------- | --------------- | --------------- | --------------- | --------------- | --------------- | --------------- | --------------- | --------------- | --------------- | --------------- | --------------- | --------------- | --------------- | --------------- |
|                 | 1               | 2               | 3               | 4               | 5               | 6               | 7               | 8               | 9               | 10              | 11              | 12              | 13              | 14              | 15              | 16              | 17              | 18              | 19              | 20              | 21              | 22              | 23              | 24              | 25              | 26              | 27              | 28              | 29              | 30              | 31              |                 |
| Gennaio         | Gi              | Ve              | Sa              | Do              | Lu              | Ma              | Me              | Gi              | Ve              | Sa              | Do              | Lu              | Ma              | Me              | Gi              | Ve              | Sa              | Do              | Lu              | Ma              | Me              | Gi              | Ve              | Sa              | Do              | Lu              | Ma              | Me              | Gi              | Ve              | Sa              |                 |
| Febbraio        | Do              | Lu              | Ma              | Me              | Gi              | Ve              | Sa              | Do              | Lu              | Ma              | Me              | Gi              | Ve              | Sa              | Do              | Lu              | Ma              | Me              | Gi              | Ve              | Sa              | Do              | Lu              | Ma              | Me              | Gi              | Ve              | Sa              | Do              |                 |                 |                 |
| Marzo           | Lu              | Ma              | Me              | Gi              | Ve              | Sa              | Do              | Lu              | Ma              | Me              | Gi              | Ve              | Sa              | Do              | Lu              | Ma              | Me              | Gi              | Ve              | Sa              | Do              | Lu              | Ma              | Me              | Gi              | Ve              | Sa              | Do              | Lu              | Ma              | Me              |                 |
| Aprile          | Gi              | Ve              | Sa              | Do              | Lu              | Ma              | Me              | Gi              | Ve              | Sa              | Do              | Lu              | Ma              | Me              | Gi              | Ve              | Sa              | Do              | Lu              | Ma              | Me              | Gi              | Ve              | Sa              | Do              | Lu              | Ma              | Me              | Gi              | Ve              |                 |                 |
| Maggio          | Sa              | Do              | Lu              | Ma              | Me              | Gi              | Ve              | Sa              | Do              | Lu              | Ma              | Me              | Gi              | Ve              | Sa              | Do              | Lu              | Ma              | Me              | Gi              | Ve              | Sa              | Do              | Lu              | Ma              | Me              | Gi              | Ve              | Sa              | Do              | Lu              |                 |
| Giugno          | Ma              | Me              | Gi              | Ve              | Sa              | Do              | Lu              | Ma              | Me              | Gi              | Ve              | Sa              | Do              | Lu              | Ma              | Me              | Gi              | Ve              | Sa              | Do              | Lu              | Ma              | Me              | Gi              | Ve              | Sa              | Do              | Lu              | Ma              | Me              |                 |                 |
| Luglio          | Gi              | Ve              | Sa              | Do              | Lu              | Ma              | Me              | Gi              | Ve              | Sa              | Do              | Lu              | Ma              | Me              | Gi              | Ve              | Sa              | Do              | Lu              | Ma              | Me              | Gi              | Ve              | Sa              | Do              | Lu              | Ma              | Me              | Gi              | Ve              | Sa              |                 |
| Agosto          | Do              | Lu              | Ma              | Me              | Gi              | Ve              | Sa              | Do              | Lu              | Ma              | Me              | Gi              | Ve              | Sa              | Do              | Lu              | Ma              | Me              | Gi              | Ve              | Sa              | Do              | Lu              | Ma              | Me              | Gi              | Ve              | Sa              | Do              | Lu              | Ma              |                 |
| Settembre       | Me              | Gi              | Ve              | Sa              | Do              | Lu              | Ma              | Me              | Gi              | Ve              | Sa              | Do              | Lu              | Ma              | Me              | Gi              | Ve              | Sa              | Do              | Lu              | Ma              | Me              | Gi              | Ve              | Sa              | Do              | Lu              | Ma              | Me              | Gi              |                 |                 |
| Ottobre         | Ve              | Sa              | Do              | Lu              | Ma              | Me              | Gi              | Ve              | Sa              | Do              | Lu              | Ma              | Me              | Gi              | Ve              | Sa              | Do              | Lu              | Ma              | Me              | Gi              | Ve              | Sa              | Do              | Lu              | Ma              | Me              | Gi              | Ve              | Sa              | Do              |                 |
| Novembre        | Lu              | Ma              | Me              | Gi              | Ve              | Sa              | Do              | Lu              | Ma              | Me              | Gi              | Ve              | Sa              | Do              | Lu              | Ma              | Me              | Gi              | Ve              | Sa              | Do              | Lu              | Ma              | Me              | Gi              | Ve              | Sa              | Do              | Lu              | Ma              |                 |                 |
| Dicembre        | Me              | Gi              | Ve              | Sa              | Do              | Lu              | Ma              | Me              | Gi              | Ve              | Sa              | Do              | Lu              | Ma              | Me              | Gi              | Ve              | Sa              | Do              | Lu              | Ma              | Me              | Gi              | Ve              | Sa              | Do              | Lu              | Ma              | Me              | Gi              | Ve              |                 |